# Riklef Rambow
Riklef Rambow (* 1964) ist ein deutscher Psychologe und Hochschullehrer im Fachgebiet Architekturkommunikation.

## Leben
Rambow studierte von 1987 bis 1992 Psychologie in Bielefeld. 1992 wurde er Wissenschaftlicher Mitarbeiter an der Universität Frankfurt am Main und 1995 an der Universität Münster/Westfalen, wo er bis 2001 lehrte. 1999 promovierte er zum Dr. phil. nat. an der Universität Frankfurt am Main. Von 2001 bis 2012 war er als Wissenschaftlicher Assistent, Gastprofessor für Architekturvermittlung und Lehrstuhlvertreter am Lehrstuhl für Theorie der Architektur der Brandenburgischen Technischen Universität Cottbus tätig.
Rambow wurde 2009 als Leiter des Fachbereichs Architekturkommunikation ans Karlsruher Institut für Technologie (KIT) berufen, zunächst mit einer Wüstenrot-Stiftungsprofessur, die das KIT 2015 übernahm und verstetigte. 2014/15 bekleidete Rambow eine Gastprofessur für Architekturpsychologie an der RWTH Aachen.
Seit 1997 ist er gemeinsam mit Nicola Moczek Geschäftsführer von Psy:Plan Institut für Architektur- und Umweltpsychologie (Berlin). Rambows Arbeiten beschäftigen sich mit der Wahrnehmung und Bewertung von Architektur sowie der Kommunikation zwischen Architekten und Laien.
Er ist Mitherausgeber der Fachzeitschrift Wolkenkuckucksheim.

## Schriften (Auswahl)
- Das Museum Dieselkraftwerk in Cottbus. In: P. C. Schmal, O. Elser (Hrsg.): Deutsches Architektur Jahrbuch 2008/09. Prestel, München 2008, S. 34–37.
- Come play with me – in search of Popularity. In: D. Konrad (Hrsg.): Interrogating Pop in Architecture. Wasmuth, Tübingen 2008.
- H. Nagler, R. Rambow, U. Sturm (Hrsg.): Der öffentliche Raum in Zeiten der Schrumpfung. Leue, Berlin 2004, ISBN 3-923421-14-1.
- Entwerfen und Kommunikation. In: Ausdruck und Gebrauch. Dresdner wissenschaftliche Halbjahreshefte für Architektur Wohnen Umwelt, Heft 4, I/2004.
- Zur Rolle der Psychologie für Architektur und Stadtplanung – didaktische und konzeptionelle Überlegungen. In: Umweltpsychologie. 7(1), 2003, S. 54–68.
- Experten-Laien-Kommunikation in der Architektur. Waxmann, Münster 2000.